# Ballad Collection
Albums de AAA
777 ~Triple Seven~
(2012) Eight Wonder
(2013)
Compilations par AAA
Another side of AAA Best
(2012) AAA 10th Anniversary Best
(2015)
Ballad Collection est la 4e compilation du groupe AAA. Elle est sortie sous le label Avex Trax le 13 mars 2013 au Japon. Elle arrive 4e à l'Oricon et reste classé 4 semaines pour un total de 22 593 exemplaires vendus en tout durant cette période. Elle sort au format CD, 2CD, 2CD+Goodies. Le 2e CD contient des versions solos de chaque membre.

## Liste des titres
| 1.  | Wishes (WISHES)                                                |  |
| 2.  | One more tomorrow                                              |  |
| 3.  | Day by day                                                     |  |
| 4.  | Field (FIELD)                                                  |  |
| 5.  | A piece of my word                                             |  |
| 6.  | Akireru Kurai Wagamama na Jiyuu (あきれるくらいわがままな自由) |  |
| 7.  | Love Candle                                                    |  |
| 8.  | Wonderful Life                                                 |  |
| 9.  | Mikansei (ミカンセイ)                                          |  |
| 10. | Chewing Gum (チューインガム)                                   |  |
| 11. | Yume no Kakera (夢ノカケラ)                                    |  |
| 12. | Deai no Chikara (出逢いのチカラ)                               |  |
| 13. | Bokura no Te (ボクラノテ)                                      |  |

| 1. | Last Love (Takahiro Nishijima)                                       |  |
| 2. | Horizon (Misako Uno) (HORIZON)                                       |  |
| 3. | Tabidachi no Uta (Naoya Urata) (旅ダチノウタ)                        |  |
| 4. | SHE no Jijitsu (Mitsuhiro Hidaka) (SHEの事実)                        |  |
| 5. | Hasta la vista (Shinjiro Atae) (Hasta la vista ~アスタ・ラ・ビスタ~) |  |
| 6. | Hide & Seek (Shuta Sueyoshi)                                         |  |
| 7. | Us (Chiaki Ito)                                                      |  |